# Trepidulus concinens
Trepidulus concinens är en insektsart som beskrevs av Otte, D. 1984. Trepidulus concinens ingår i släktet Trepidulus och familjen gräshoppor. Inga underarter finns listade i Catalogue of Life.